# Ophiothrix convoluta
Ophiothrix convoluta är en ormstjärneart som beskrevs av Jean Baptiste François René Koehler 1914. Ophiothrix convoluta ingår i släktet Ophiothrix och familjen Ophiothrichidae. Inga underarter finns listade i Catalogue of Life.